# Fjarðabyggð
Fjarðabyggð – gmina we wschodniej Islandii, w regionie Austurland, obejmująca fragment Fiordów Wschodnich nad fiordami Mjóifjörður, Norðfjarðarflói z Norðfjörður, Reyðarfjörður i Fáskrúðsfjörður. 

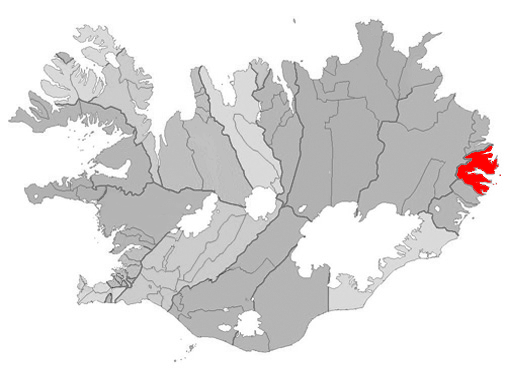
Położenie gminy Fjarðabyggð na mapie administracyjnej kraju

Największa gmina w regionie pod względem liczby ludności - zamieszkuje ją 4,8 tys. mieszk. (2018). W jej skład wchodzi pięć miejscowości: Neskaupstaður (1469 mieszk.), Reyðarfjörður (1270 mieszk.), Eskifjörður (1006 mieszk.), Fáskrúðsfjörður (712 mieszk.) i Stöðvarfjörður (184 mieszk.). 
Gmina powstała w 1998 roku z połączenia gmin Neskaupstaður, Eskifjarðarkaupstaður i Reyðarfjarðarhreppur. W 2005 roku dołączono gminy Mjóafjarðarhreppur, Fáskrúðsfjarðarhreppur i Austurbyggð. 
W 2018 roku do gminy przyłączonp położoną na południe niewielką gminę Breiðdalshreppur. Przyłączony obszar na początku 2018 roku zamieszkiwało 185 osób, z tego 137 w miejscowości Breiðdalsvík.
Z drogą krajową nr 1 w okolicach Egilsstaðir łączy je droga nr 92. 